# 도쿄 모노레일
도쿄 모노레일 주식회사(일본어: 東京モノレール株式会社 도쿄모노레루카부시키가이샤[*])는 일본 도쿄도에서 모노레일을 운영하는 철도 회사이다. 여행 알선업, 주차사업 등도 행하고 있다. 동일본여객철도(JR 동일본)의 자회사이다.

## 연혁
2002년에 주식이 히타치 물류로부터 동일본 여객철도(JR 동일본)에 양도되어 동사의 자회사가 되었다. 2012년 3월 기준의 주주는 JR 동일본이 79%, 히타치 제작소가 12%, ANA 홀딩스가 9%이다. 개업 당시는 나고야 철도도 경영에 참가하고 있었다. 히타치 제작소가 주식을 보유하고 있는 것은 차량 제조의 권리를 확보하기 때문에이다. Suica 발행 사업자이며, 도쿄 모노레일 하네다 선 전선에서 Suica와 PASMO 등 Suica와 상호 운용이 가능한 IC 카드를 사용할 수 있다. 회사 발행의 Suica 카드는 "모노레일 Suica '라는 명칭을 사용하고 있다.
- 1959년 8월 7일 - 야마토 관광 주식회사 설립.
- 1960년 6월 - 일본 고가 전철 주식회사로 상호 변경.
- 1964년 5월 - 도쿄 모노레일 주식회사로 상호 변경.
- 1964년 9월 17일 - 모노레일 하마마쓰초역 - (구)하네다 역간 개업.
- 1965년 12월 - 나고야 철도가 도쿄 모노레일의 경영을 그만둔다.
- 1967년 11월 1일 - 히타치 운수 주식회사, 도쿄 모노레일 주식회사, 서부 히타치 운수 주식회사의 3회사가 합병(존속 회사는 도쿄 모노레일 주식회사), 히타치 운수 도쿄 모노레일 주식회사로 상호 변경. 동시에 히타치 그룹으로 편입.
- 1981년 4월 13일 - 자회사·도쿄 모노레일 주식회사 설립.
- 1981년 5월 1일 - 도쿄 모노레일 주식회사에 모노레일 사업을 양도해, 물류 부문은 히타치 운수 주식회사(후에 주식회사 히타치 물류)로 상호 변경.
- 1993년 9월 27일 - 정비장 역 ~ 하네다 공항 역간 개업. 정비장 역 - (구)하네다 역 폐지.
- 2002년 2월 - 히타치 물류가 주식을 JR 동일본에 70%, 히타치 제작소에 30% 양도. JR 동일본이 필두 주주가 되어, JR 동일본 산하로 편입.
- 2002년 4월 21일 - Suica도입.
- 2002년 8월 20일 - 각 역에 스크린도어 설치. 9월 28일부터 1인 승무 운전 개시.
- 2002년 12월 - 히타치 제작소가 일본 항공(현：일본항공인터내셔널)에 9%, 전일본공수에 9%로 주식을 일부양도, 히타치 제작소의 주식 소유율은 12%.
- 2004년 12월 1일 - 하네다 공항역 - 하네다 공항 제2빌딩역간 개업. 하네다 공항역은 하네다 공항 제1빌딩역으로 개칭.
- 2007년 3월 18일 - 쇼와지마 대피선이 완성, 「공항 쾌속」과 「구간 쾌속」의 운행을 개시했다.
- 2010년 10월 21일 - 하네다 공항 국제선 빌딩역 개업.
- 2014년 8월 19일 - 국토교통성 교통 정책 심의회 소위원회에서 도쿄역까지 노선 연장 계획을 설명.

## 노선
- 도쿄 모노레일 하네다 공항 선: 모노레일 하마마쓰초 역 ~ 하네다 공항 제2빌딩역 (17.8km)

## 운임
어른 보통 여객 운임(소아는 반액). 2018년 4월 1일 기준.
| 거리                  | 운임（엔） |
| --------------------- | ---------- |
| 최초구간 0.1 - 1.5 km | 160        |
| 1.6 - 4.5             | 200        |
| 4.6 - 7.5             | 270        |
| 7.6 - 10.5            | 340        |
| 10.6 - 13.5           | 420        |
| 13.6 - 17.8           | 490        |

하네다 공항으로 가는 편이 발착하는 일부 공항 및 홋카이도 여객철도(JR 홋카이도)의 일부 역에는 도쿄 모노레일의 자동 매표기가 설치된 곳이 있다.

## 차량

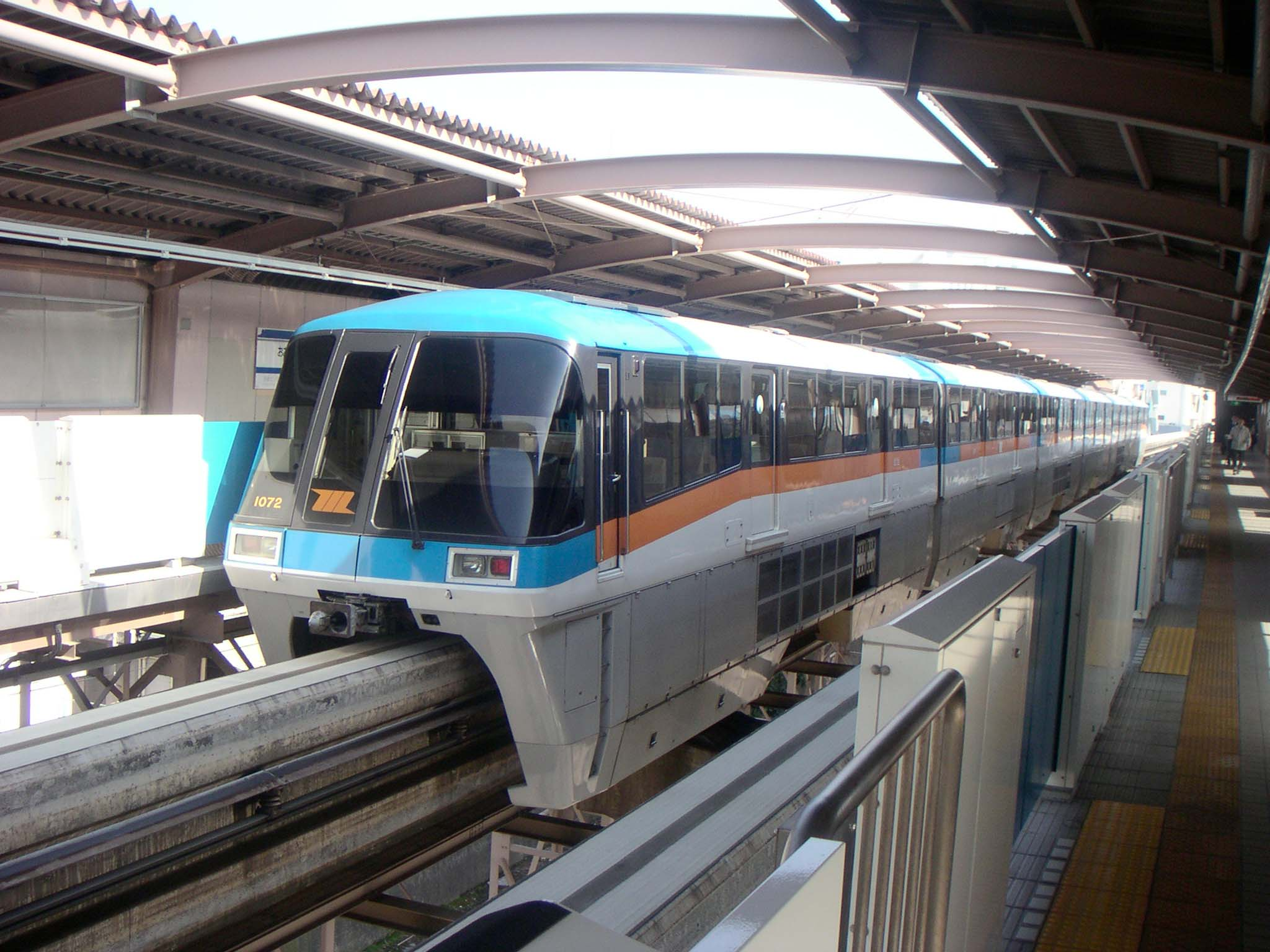
1000형

- 1000형
- 2000형
- 10000형

## 관련 이야기
- 1964년 개통 당시의 「하마마쓰초 - 하네다」간의 운임은 250엔으로, 당시의 일본 국철의 최소구간 운임(20엔)의 12.5배나 되는 고액이었다. 참고로 하마마쓰초역으로부터 당시의 일본 국철 운임 250엔으로 갈 수 있는 역은 가나가와현 오다와라시의 도카이도 본선 네부카와역(87.4 km)이었다. 또, 현재는 JR의 수도권 지구 최소구간 운임(130엔)의 구 하네다역의 위치인 덴쿠바시역까지는 약 3.1배인 400엔, 종점까지는 약 3.6배의 470엔이다.
- 모노레일 운전기사의 양성(동력차 조종자면허 취득)은 연수소를 가지는 것 외에도 철도 회사에 위탁하고 있다. 위탁처는 모노레일이 아니고, 예를 들면 게이오 전철 등의 보통의 철도이다. 현재는 JR동일본 종합 연수 센터(후쿠시마현 시라카와시)에서 학과 교육을 받는다. 그 때문에, 도쿄 모노레일의 운전기사여도 보통 철도(전철)의 운전 경험이 있게 된다. 면허 취득 후, 재차 자사선에서 필요한 훈련은 받고 있다.
- 건설 당시는 해안선이나 해상 등 지형이 복잡하고 지반도 약해 공사는 난항을 겪어, 특수한 공법으로 건설되어 개통했다.
- 2008년 9월 16일에 도쿄 모노레일 첫 여성 운전기사가 탄생했다.

## 같이 보기
1. 아타미 모노레일
2. 오사카 고속철도 - 이타미 공항까지 오사카 모노레일 선을 운영하고 있다.
3. 오키나와 도시 모노레일 - 나하 공항까지 오키나와 도시 모노레일 선을 운영하고 있다.